# Odostomia torrita
Odostomia torrita is een slakkensoort uit de familie van de Pyramidellidae. De wetenschappelijke naam van de soort werd voor het eerst geldig gepubliceerd in 1909 door Dall & Bartsch.